# Jürgen Locadia
Jürgen Locadia (* 7. listopadu 1993, Emmen, Nizozemsko) je nizozemský fotbalový útočník s kořeny z Curaçaa, který v současné době působí v klubu PSV Eindhoven. Jeho oblíbeným klubem je anglický Manchester United FC.

Kromě fotbalu se věnuje i hudbě, vydal několik písní ve stylu house.

## Klubová kariéra
Do A-mužstvu PSV Eindhoven pronikl v září 2011, ve své první sezoně vyhrál s PSV nizozemský fotbalový pohár po finálové výhře 3:0 nad Heracles Almelo.
V roce 2012 vyhrál s PSV Johan Cruijff Schaal (nizozemský fotbalový Superpohár), finále proti Ajaxu Amsterdam skončilo poměrem 4:2. V sezoně 2012/13 se opět probojoval s týmem do finále nizozemského poháru, tentokrát proti AZ Alkmaar. Ač jednou skóroval, PSV podlehl soupeři 1:2 a trofej nezískal.

## Reprezentační kariéra
Jürgen Locadia prošel nizozemskými mládežnickými reprezentacemi od kategorie U17.